# Widzę cię
Widzę cię (oryg. I See You) – bollywoodzki film wyprodukowany w 2006 roku przez odtwórcę głównej roli Arjun Rampala i jego żonę Mehr Jesia w ich wytwórni Chasing Ganesha Films, a wyreżyserowany przez Vivek Agrawala. Ideą przewodnią filmu jest „Miłość znajdziesz w dziwnych miejscach”. Film był kręcony w Londynie. Wśród tłumu przechodniów możemy na chwilę zobaczyć Hrithik Roshana i Shah Rukh Khana. Inspiracją dla filmu był hollywoodzki film z 2005 Jak w niebie. Akcja filmu rozgrywa się w Londynie, wśród Non Resident Indians. Tematem filmu jest dorastanie do miłości i związku niedojrzałego uczuciowo mężczyzny spełniającego się dotychczas w roli playboya.

## Fabuła
Dr. Shivani Dutt (Vipasha Agarwal) to Induska żyjąca w Londynie. W dobrobycie, otoczona troską swojej owdowiałej mamy (Kirron Kher). Jej spokojne życie kończy się w chwili, gdy Shivani dowiaduje się, że jeden z pracujących z nią lekarzy zamieszany jest w handel organami. Obawiając się procesu lekarz zleca śmierć Shivany w wypadku samochodowym. Shivana przeżyła, ale teraz pozostaje w komie pod opieką człowieka, który chce jej śmierci. Próbuje on przekonać matkę Shivany do podpisania decyzji o odłączeniu córki od aparatury. Uśpiona nie może się bronić. Jedynym ratunkiem pozostaje pomoc ducha. Ciało Shivany leży w szpitalu. Jej duch poszukuje kogoś, z kim mógłby wejść w kontakt. Niestety jedyną osobą, która jest w stanie zobaczyć Shivanę to Raj Jaiswal (Arjun Rampal), moderator popularnego programu telewizyjnego, beztroski, cieszący się życiem lekkoduch. Jego głównym celem w życiu jest podobać się kobietom, oczarowywać je, uwodzić unikając bliskości, nie wiążąc się. Niezbyt podoba mu się nieproszony gość w domu. W dodatku uparcie zapewniający go, że jest duchem potrzebującej pomocy lekarki. Raj lubi wygodę, nie lubi kłopotów. W końcu daje się jednak przekonać. Zaczyna jej wierzyć, ufać. Shivani staje się coraz ważniejsza. Ryzykuje dla niej bycie śmiesznym. Gdy rozmawia z kimś, kogo tylko on widzi, zaczyna być przez wszystkich traktowany jak szaleniec. Czy Raj uratuje ciało ducha, w którym się zakochał?...

## Obsada
| Aktorzy                  | Role                             |
| ------------------------ | -------------------------------- |
| Arjun Rampal             | Raj Jaiswal                      |
| Vipasha Agarwal (debiut) | Shivani Dutt                     |
| Sonali Kulkarni          | Kuljeet Kapoor                   |
| Chunky Pandey            | Akshay Kapoor                    |
| Boman Irani              | Dr. Patnaik                      |
| Sophie Chaudhary         | Dilnaz Boga                      |
| Kirron Kher              | Mrs. Dutt                        |
| Michael Maloney          | inspektor John Smith             |
| Shah Rukh Khan           | gościnnie w piosence Subah Subah |
| Hrithik Roshan           | gościnnie w piosence Subah Subah |

## Piosenki
1. „Halo Halo”
2. „Kehna Hai Jo”
3. „Sach Hui”
4. „Subah Subah” (z udziałem Shah Rukh Khana i Hrithika Roshana)